# Emma Ozores

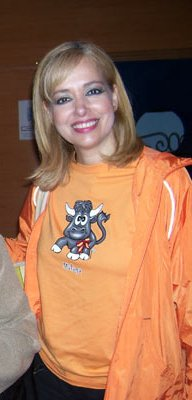
Emma Ozores

Emma Ozores (* 2. Februar 1961 in Madrid) ist eine spanische Schauspielerin.

## Leben
Ozores ist die Tochter des Schauspielers und Drehbuchautors Antonio Ozores; ihre Mutter ist die Schauspielerin Elisa Montés. Bekannt wurde sie vor allem als Darstellerin in Fernsehserien; sie spielte auch in einer Reihe von Kinofilmen mit. 

## Filmografie (Auswahl)

### Serienauftritte
- 1991: Farmacia de guardia
- 1996: Una primavera fuera de serie
- 1996: La casa de los líos
- 2003: Aquí no hay quien viva
- 2004: Diez en Ibiza

### Filme
- 2010: La última guardia